# 21-й пехотный полк (Австро-Венгрия)
21-й Богемский пехотный полк (нем. Böhmisches Infanterie-Regiment Nr. 21) — богемский пехотный полк Единой армии Австро-Венгрии.

## История
Образован в 1733 году. До 1915 года носил название 21-й богемский пехотный полк «Фон Абенсперг унд Траун» (нем. Böhmisches Infanterie Regiment «von Abensperg und Traun» Nr. 21). Участвовал в австро-турецких и Наполеоновских войнах, Семилетней и Австро-итало-прусской войне, а также в подавлении Венгерского восстания. В разное время покровителями полка были:
- 1857—1878: барон Зигмунд Рейхсбах
- 1878—1886: барон фон Мондель
- 1886—1918: Цено Филомен Вельзер фон Вельзерсгеймб, граф фон Абенсперг и Траун

Полк состоял из 4-х батальонов: 1-й и 3-й базировались в Куттенберге, 2-й — в Чаславе, 4-й — в Требине. Национальный состав полка по состоянию на 1914 год: 87% — чехи, 13% — прочие национальности.
Полк сражался на Восточном фронте Первой мировой войны и участвовал в Галицийской битве и Горлицком прорыве (солдаты полка, павшие в боях, похоронены на 60-м, 138-м, 139-м, 167-м и 224-м военных кладбищах. В ходе так называемых реформ Конрада с июня 1918 года число батальонов было сокращено до трёх, и 1-й батальон был расформирован.

## Командиры
- 1859—1865: полковник Карл Шульц[9]
- 1865—1873: полковник Фридрих цу Заксен-Веймар-Айзенах[10]
- 1873—1879: полковник Норберт фон Катти
- 1879: полковник Теодор Отт фон Оттенкампф[11]
- 1903—1904: полковник Йоханн Храбар
- 1906—1909: полковник эдлер Карл фон Ребраха[12]
- 1910—1913: полковник Генрих Тайзингер
- 1914: полковник Франц Покорны[2]